# Пражак, Йиржи
Йиржи Пражак (16 октября 1846, Локет — апрель 1905, Прага) — австро-венгерский чешский юрист, адвокат и преподаватель, эксперт по австрийскому административному и конституционному праву.

## Биография
С 1855 по 1863 год учился в гимназии в Опаве, с 1864 по 1867 год — в Пражском университете. После окончания юридического факультета в Праге занимался судебной и юридической практикой. Габилитировался в 1875 году в области административного права, однако после габилитации занимался (с 1878 года) также конституционным правом. После разделения Пражского университета на два (с преподаванием на немецком и чешском языках) он работал профессором публичного права (с 1884 года) в Чешском университете и был с 1889 по 1900 год деканом и с 1890 по 1901 год продеканом юридического факультета, в 1893 году избирался ректором и в 1894 году проректором чешского университета. Избирался в 1895 году в чешский земский сейм, был награждён орденом Железной короны III класса. С 1872 по 1897 год был соредактором журнала «Právnik».
Из работ Пражака на чешском языке более известны: «О žalobě pro obohacení dle práva občanského» (1872), «Nárok expopriata na vypiacení přiměřené náhrady» (1875), «О příslušností soudů a úřadů správních» (1884), «О upravení textu zákonů zemských» (1887), «О úkolech vědy práva veřejného» (1892), «Rakouské právo ústavní» (2 изд. 1903 и 1905). На немецком языке им были написаны: «Das Recht der Enteignung in Oesterreich» (1877), «Beiträge zum Budgetrecht und zur Lehre von den formellen Gezetzen» (1887), «Wasserrechtliche Competenzfragen erörtert auf Grund des österr. Rechtes» (1892).